# Molly Gordon
Molly June Gordon (Los Angeles, 6 de dezembro de 1995) é uma atriz norte-americana. Ela é conhecida por interpretar Nicky regular na série de televisão Animal Kingdom (2016-2018), bem como por seus papéis coadjuvantes nos filmes de comédia Life of the Party, Booksmart, Good Boys e Shiva Baby.

## Biografia
Gordon nasceu e foi criada em Los Angeles, Califórnia, filha de pais judeus. Ela é filha de Bryan Gordon e Jessie Nelson. Ela frequentou brevemente a Universidade de Nova Iorque, saindo após duas semanas devido à insatisfação com seu programa, e em vez disso matriculou-se em aulas noturnas e trabalhou como anfitriã no Balthazar.

## Filmografia

### Cinema
| Ano                       | Título            | Papel                | Notas       |
| ------------------------- | ----------------- | -------------------- | ----------- |
| 2001                      | I Am Sam          | Callie               |             |
| 2005                      | Bewitched         | Trick-Or-Treater     |             |
| 2015                      | Ithaca            | Mary Arena           |             |
| 2015                      | Love the Coopers  | Lauren Hesselberg    |             |
| 2018                      | Life of the Party | Maddie Miles         |             |
| 2019                      | Booksmart         | Annabelle "Triple A" |             |
| 2019                      | Good Boys         | Hannah               |             |
| 2020                      | Theater Camp      | Silvia Ray           | Filme curto |
| Shiva Baby                | Maya              |                      |             |
| The Broken Hearts Gallery | Amanda            |                      |             |
| 2022                      | Am I OK?          | Kat                  |             |
| 2022                      | There There       | Unnamed              |             |
| 2023                      | You People        | Liza                 |             |
| 2023                      | Theater Camp      | Rebecca-Diane        |             |

### Televisão
| Ano           | Título                                       | Papel                  | Notas                                           |
| ------------- | -------------------------------------------- | ---------------------- | ----------------------------------------------- |
| 2015          | Sin City Saints                              | Megan                  | Episódio: "Because Vegas"                       |
| 2015          | Orange Is the New Black                      | Stacy                  | Episódio: "Don't Make Me Come Back There"       |
| 2016–2018     | Animal Kingdom                               | Nicky Belmont          | Elenco principal (temporadas 1–3); 26 episódios |
| 2018          | Our Cartoon President                        | Sarah Huckabee Sanders | Elenco recorrente; 9 episódios                  |
| 2019–2022     | Ramy                                         | Sarah                  | Elenco recorrente; 3 episódios                  |
| 2022–2023     | Winning Time: The Rise of the Lakers Dynasty | Linda Zafrani          | Elenco principal                                |
| 2023–presente | The Bear                                     | Claire                 | Elenco recorrente                               |